# Ігілік (Келеський район)
Ігілі́к (каз. Игілік) — село у складі Келеського району Туркестанської області Казахстану. Входить до складу Біртілецького сільського округу.
У радянські часи село називалось Омуртка.
Населення — 834 особи (2021; 886 у 2009, 584 у 1999, 502 у 1989).